# A Part from Life
 (juin 2019).
- Si vous ne connaissez pas le sujet, laissez ce bandeau (vous pouvez alors contacter les auteurs).
- Si vous supprimez le contenu mis en cause (vous pouvez préalablement contacter les auteurs),

argumentez précisément cette suppression dans la page de discussion
(un manque de référence n'est pas un argument ; une recherche réelle de référence doit avoir été effectuée, être formellement documentée).
Albums de Chokebore
It's a Miracle
(2002) Falls Best
(2011)
A Part from Life est le sixième et dernier album de Chokebore, avant la reformation de 2010. C'est le seul album live de la discographie du groupe. Il a été enregistré le 12 août 2001 lors du concert de Chokebore au festival La Route du Rock, à Saint-Malo, en France. Cet album n'a été commercialisé qu'en Europe et n'est disponible qu'en import aux États-Unis ou ailleurs.

## Commentaires
Le line-up de Chokebore crédité sur cet album est le suivant : Troy Von Balthazar y est crédité en tant que Troy, James Kroll en tant que Frank G, Jonathan Kroll en tant que Jonathan et Christian Omar Madrigal Izzo en tant que Christian.
Sorti en 2003, c'est le dernier album officiel du groupe avant sa séparation, mais enregistré en 2001, il a été réalisé avant It's a Miracle qui date de 2002. Toutefois, neuf des onze titres que compte It's a Miracle se retrouvent sur la playlist de cet album live. À noter que la chanson I Love the Waiting deviendra I Love Waiting sur It's a Miracle et que la chanson Tiny Boosters changera de titre pour devenir I'll Save You toujours sur It's a Miracle.
Ce concert a été enregistré avec les moyens techniques de la radio France Inter et confirme les liens étroits entre Chokebore et la France : deux de leurs cinq albums studio enregistrés en France (A Taste for Bitters en 1996 et Black Black en 1998) et maintenant cet album live enregistré à Saint-Malo.
Les titres joués lors de ce concert proviennent des différents albums de Chokebore, à l'exception de Motionless.
Les titres 1, 2, 3, 5, 7, 9, 10, 11, 15 sont extraits de It's a Miracle. Les titres 8 et 13 sont extraits de Black Black. Les titres 6, 12 et 14 sont extraits de A Taste for Bitters. Enfin, le titre 4 est extrait de Anything Near Water. Cet album comporte en outre une plage multimédia avec la vidéo de Ciao L.A. (extrait de It's a Miracle) interprétée lors de ce concert.
Le fait que la discographie de Chokebore s'achève sur un album live n'est sans doute pas un hasard, les performances scéniques de Chokebore étant réputées de la plus haute qualité, cet album peut être perçu comme le testament musical du groupe. On peut de ce fait regretter qu'il donne une part trop importante aux chansons extraites de It's a Miracle par rapport au reste de la discographie de Chokebore (on remarquera notamment l'absence de deux standards des concerts de Chokebore : Coat extrait de Motionless et Lemonade extrait de Anything Near Water). Toutefois, ce concert a eu lieu pendant la période de création/production de It's a Miracle, il est donc normal que ces titres soient joués en priorité, pour être testés face à un vrai public. Ainsi, on peut se demander si le choix de ce concert particulier pour servir de support à un album live est pertinent. Deux raisons semblent pouvoir expliquer ceci : premièrement, le fait que ce concert ait été enregistré par France Inter avec un son et un rendu magnifique ; deuxièmement, on peut supposer que l'idée de conclure la discographie de Chokebore par un album live est venue après la séparation de fait du groupe (même si elle n'était pas encore officialisée) et ce concert enregistré avait le mérite alors d'exister.[Interprétation personnelle ?]

## Titres
| No  | Titre                           | Durée |
| --- | ------------------------------- | ----- |
| 1.  | She Flew Alone                  |       |
| 2.  | Snow                            |       |
| 3.  | I Love the Waiting              |       |
| 4.  | Thin as Clouds                  |       |
| 5.  | Little Dream                    |       |
| 6.  | Days of Nothing                 |       |
| 7.  | Tiny Boosters                   |       |
| 8.  | You Are the Sunshine of My Life |       |
| 9.  | Ciao L.A.                       |       |
| 10. | Geneva                          |       |
| 11. | Be Forceful                     |       |
| 12. | Narrow                          |       |
| 13. | Valentine                       |       |
| 14. | It Could Ruin Your Day          |       |
| 15. | Police                          |       |
| 16. | + Ciao L.A. (vidéo)             |       |